# یواس‌اس سلرز (دی‌دی‌جی-۱۱)
یواس‌اس سلرز (دی‌دی‌جی-۱۱) (به انگلیسی: USS Sellers (DDG-11)) یک کشتی بود که طول آن ۴۳۷ فوت (۱۳۳ متر) بود. این کشتی در سال ۱۹۶۰ ساخته شد.